# Schwarzer Orden (Band)
Schwarzer Orden ist eine Rechtsrock-Band aus Berlin, die 1998 als Nachfolger von Macht & Ehre gegründet wurde.

## Bandgeschichte
Stephan Jones gründete Schwarzer Orden 1998 nach dem vorläufigen Ende von Macht & Ehre. Der Name ist eine in Rechtsrock-Kreisen gerne benutzte Bezeichnung für die SS und bezieht sich auf die schwarzen Uniformen der SS. Schwarzer Orden veröffentlichten bis dato vier Alben mit rechtsextremer Musik, von denen drei indiziert sind. 2006 erschien eine Kompilation zweier Alben auf dem Rechtsrock-Label Wotan Records.
Des Weiteren existiert eine Split-Veröffentlichung mit Nahkampf. Auch nach dem Neubeginn von Macht & Ehre blieb das Projekt aktiv.

## Ideologie
Ebenso wie bei Macht & Ehre ist der nationalsozialistische Bezug bereits über die Covergestaltung der CDs offensichtlich. So zeigen die Cover Wehrmachtssoldaten oder Aufnahmen trommelnder Hitlerjungen. Auch die Texte beziehen sich teilweise positiv auf die Führungsgestalten des Nationalsozialismus, so wird beispielsweise im Lied Der Prozeß Hermann Göring glorifiziert, der während der Nürnberger Prozesse zu seinen Verbrechen schwieg. Die Texte sind im Vergleich zur Vorgängerband zwar gemäßigter, allerdings beinhalten sie nach wie vor Aufrufe zur Gewalt gegen den politischen Gegner und gegenüber Ausländern.

## Diskografie

### Studioalben
- 1998: Schwarzer Orden (indiziert)
- 1999: Revolution
- 2000: Neue Zukunft (indiziert)
- 2002: Kameraden (indiziert)

### Wiederveröffentlichungen
- 2001: Mein Glaube heißt Treue (Neuveröffentlichung des Debütalbums ohne beanstandete Lieder)
- 2006: Revolution & Mein Glaube heißt Treue (Beide Alben auf einer CD)

### Split-CDs
- 2001: Ehre, Freiheit, Vaterland (Split-CD mit Nahkampf)